# Toren van Eben-Ezer
De Toren van Eben-Ezer is een toren op een heuvelrug bij de Jeker bij de Belgische plaats Eben-Emael, in de gemeente Bitsingen (Bassenge), enkele kilometers ten zuiden van Maastricht. De toren is genoemd naar Eben-Haëzer, een beroemde locatie vermeld in de boeken van Samuel.
Hij is ontworpen en eigenhandig gebouwd tussen 1951 en 1965 door de autodidactische kunstenaar, architect, schrijver, esotericus en filosoof Robert Garcet (1912-2001). In en onder de toren bevindt zich een museum; het "Musée du Silex".

## Ontwerp

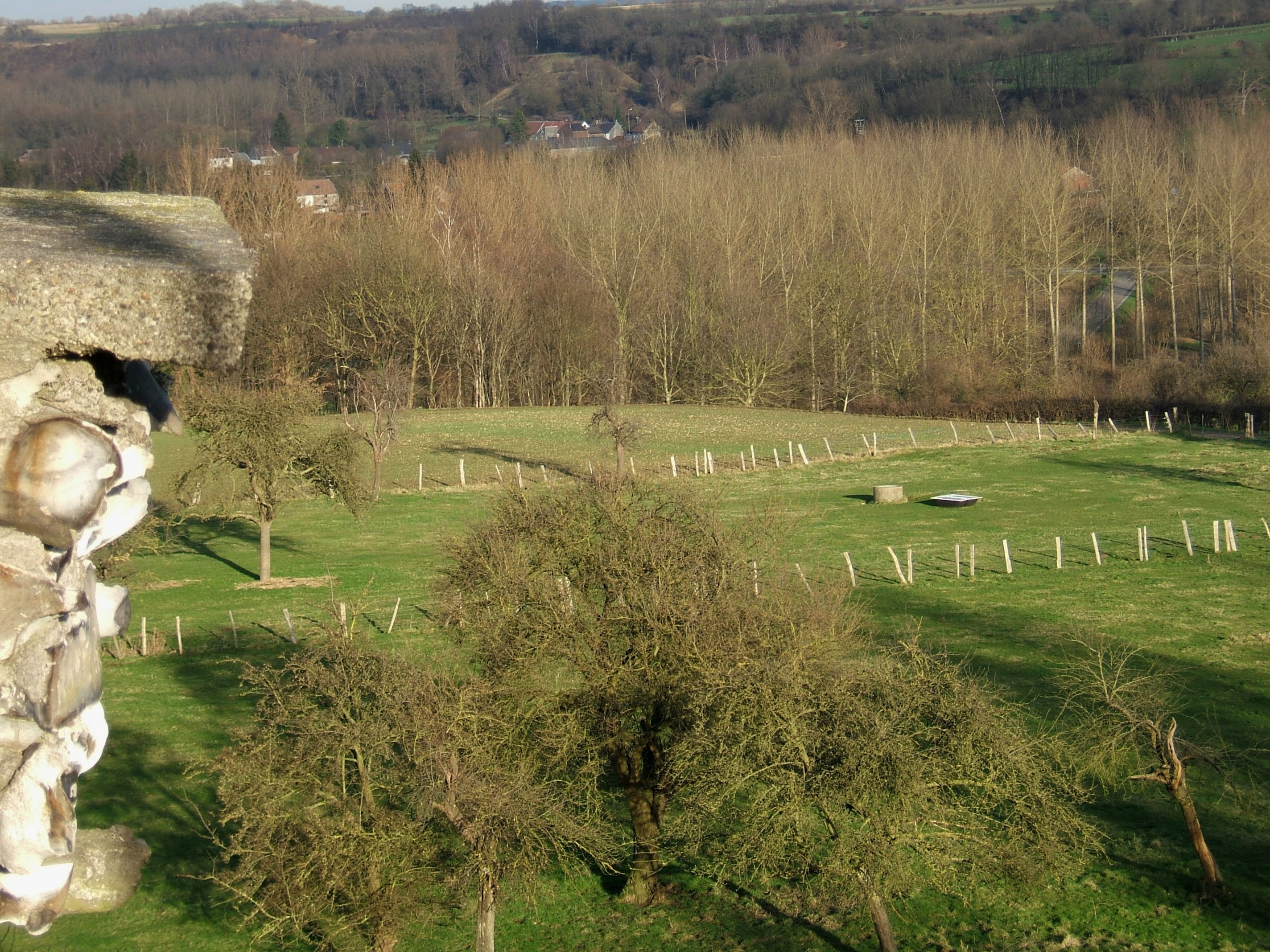
De Jekervallei vanaf de toren

In het ontwerp van de toren hebben alle proporties een getalsmatige betekenis, ontleend aan Garcets door de Bijbel en het pacifisme geïnspireerde filosofie. De toren bestaat grotendeels uit op elkaar gestapelde blokken vuursteen. Hij staat op de rand van een helling en is vanaf het plateau 12,70 meter hoog. Vanaf de hoofdingang aan de helling is hij echter 16,80 meter hoog. Onder het maaiveld ligt nog een kelder van 3,40 meter hoog die toegang geeft tot een vuursteengroeve, die echter wegens vandalisme zelden publiekelijk toegankelijk is. Het gebouw kent zeven verdiepingen.
De toren is vierkant en de vier kanten van 12 meter richten zich naar de vier windrichtingen: noord, oost, west en zuid. De vier hoeken worden gevormd door ronde hoektorens die als kolommen fungeren. Op het dak van de toren staat op de kantelen van ieder van de vier hoektorens een uit beton gegoten beeld. Ieder beeld stelt een van de gevleugelde cherubijnen voor die de apocalyps aankondigen: de Stier aan de noordwestzijde, de Mens (in een sfinx-gedaante) aan de zuidwestzijde, de Leeuw aan de zuidoostzijde en de Adelaar aan de noordoostzijde.
De fundamenten voor de toren werden in 1951 gelegd. In 1965 was de toren van buiten afgebouwd inclusief de vier beelden op de torens.

## Cromlech
Vanaf de hoofdingang leidt een monumentale trap de heuvel af waarvan de afmetingen eveneens zijn ontleend aan Garcets persoonlijke getallenleer, gebaseerd op het Bijbelboek de Openbaring van Johannes. Aan de voet van deze trap bevindt zich ter linkerzijde een cromlech, een stenencirkel, met twaalf opstaande stenen die op exact 3,33 meter van elkaar zijn geplaatst. Een gebroken raket is tegenover de toren geplaatst als symbool van Garcets pacifisme. Ook is op de toren een gebroken geweer geplaatst. Naast de voordeur heeft Garcet zijn adagium "Aimer Penser Creér" in steen uitgehouwen.

## Tuin
In het stuk hellingbos rondom de toren zijn er verscheidene sculpturen van Garcet te vinden. Ook vinden er regelmatig exposities van gelijkgestemde visionaire kunstenaars plaats.
Overal in deze tuin zijn blokken vuursteen te vinden, soms blauw geverfd. Onder aan de helling staat een werkschuur.
De toren biedt een uitzicht over het dal van de Jeker en naar het noorden over de Groeve Romontbos.

## Interieur
De muren aan de binnenkant van de begane grond van het gebouw zijn bedekt met schilderingen en reliëfs. In het midden van de zaal bevindt zich een centrale sculptuur, die weer uit de cherubijnen Stier, Leeuw, Mens/Sfinx en Adelaar bestaat. Ook is een twee meter hoog houten boek, het Evangelie volgens Matteüs, te vinden. De volgende verdiepingen zijn gewijd aan een tentoonstelling van Garcets geologische vondsten en fossielen, zijn persoonlijke geschiedenis en de geschiedenis van Eben-Ezer.

## Betekenis
Garcet, zelfverklaard pacifist, anarchist en paleontoloog, bouwde zijn toren als monument voor de vrede en als protest tegen de oorlog. Hij werd daar toe geïnspireerd door zijn persoonlijke mythologie. Deze baseerde hij op vondsten van naar zijn zeggen bewerkte vuurstenen, waar hij uit heeft afgeleid dat reeds in het Tertiair mensen ("het Oude Volk") leefden, evenals overige zoogdieren. Deze bevindingen bracht hij in overeenstemming met kennis uit de Bijbel. Zijn leer heeft hij in meerdere boeken, waaronder het zesdelige "Heptameron" uiteengezet. Stilistisch kan men Garcet onderbrengen bij de Art brut.
Eben-Ezer is een internationale ontmoetingsplaats voor pacifisten en esperantisten.

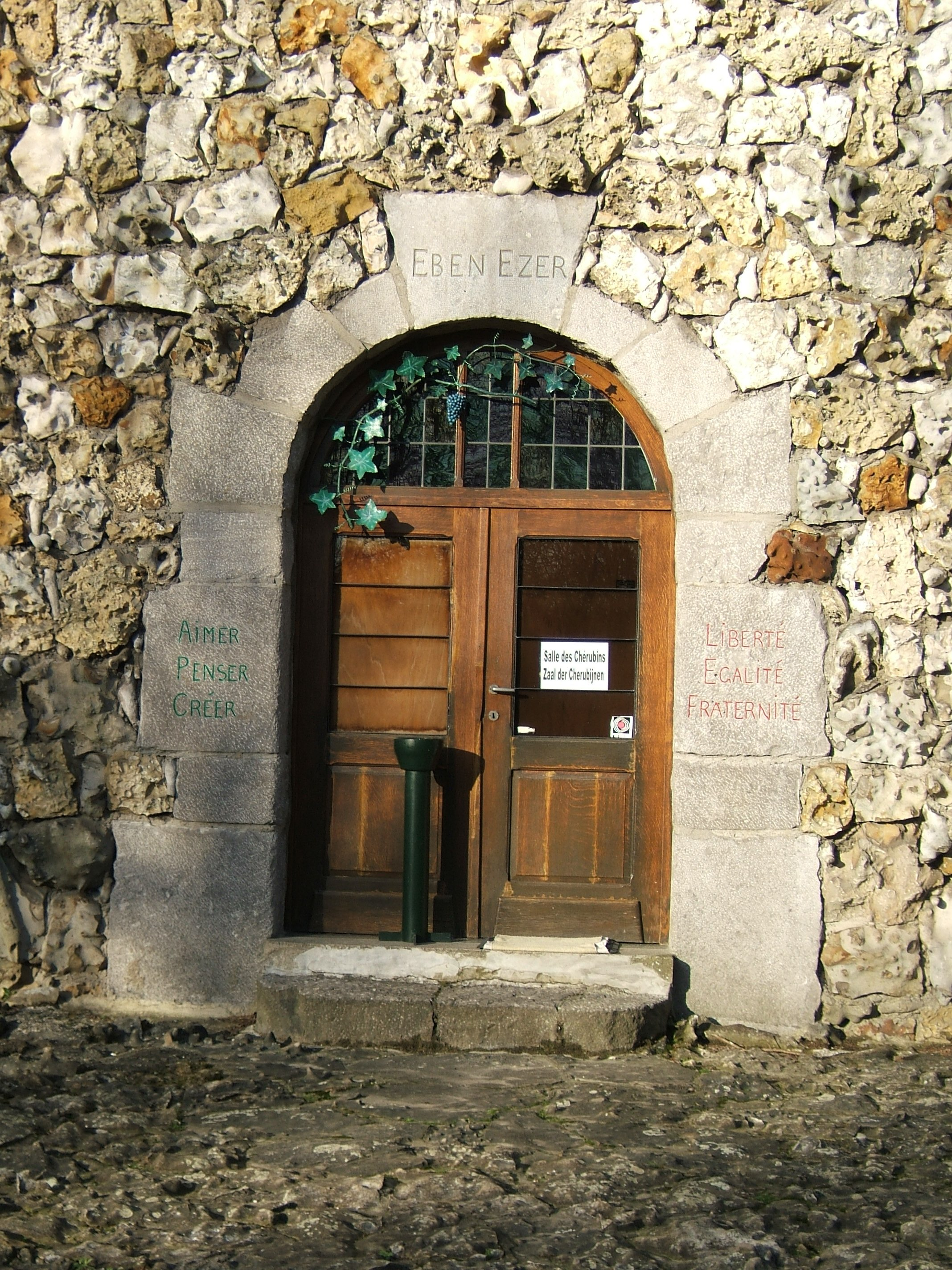
Torenpoort
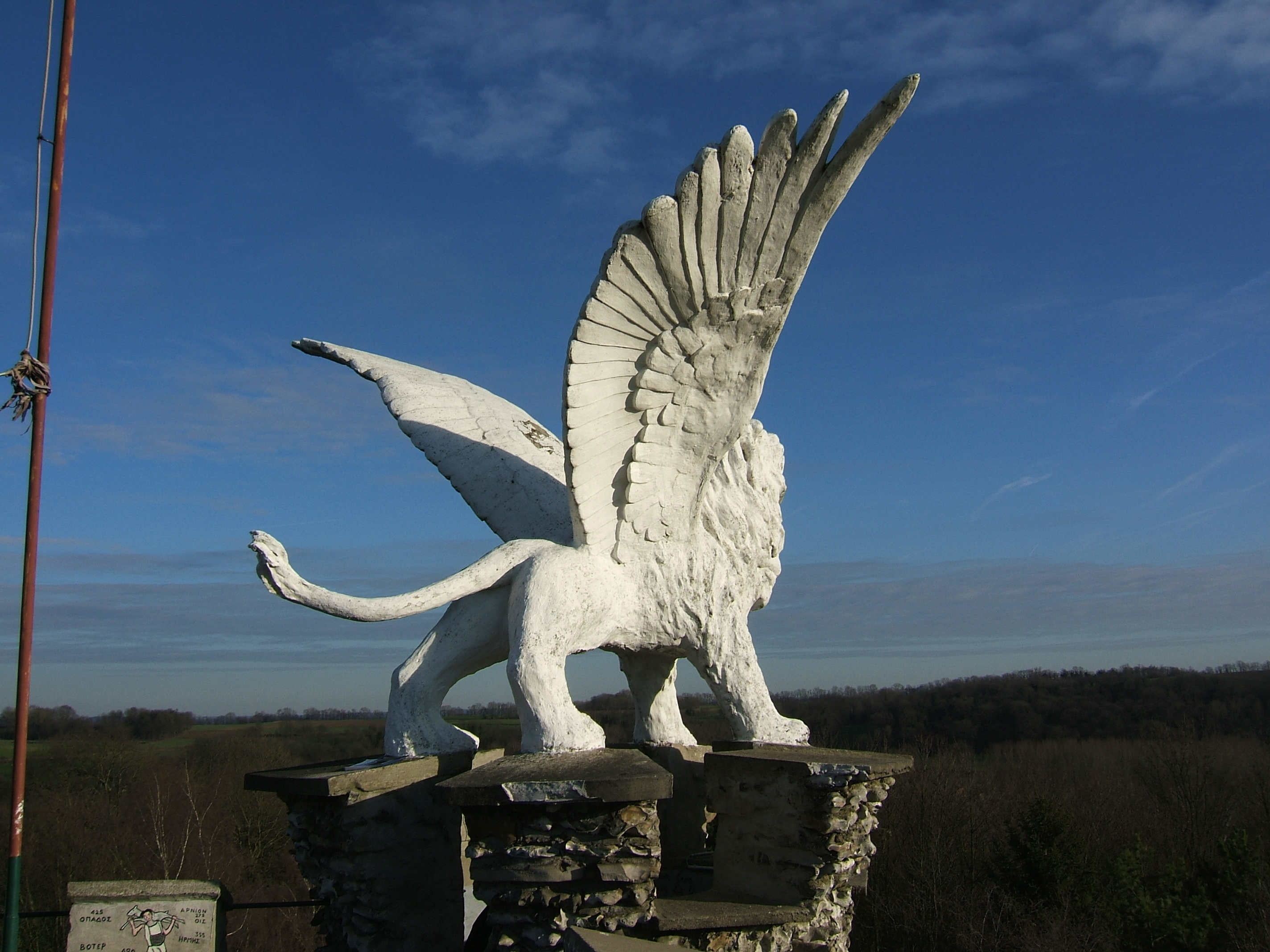
Cherubijn (leeuw)
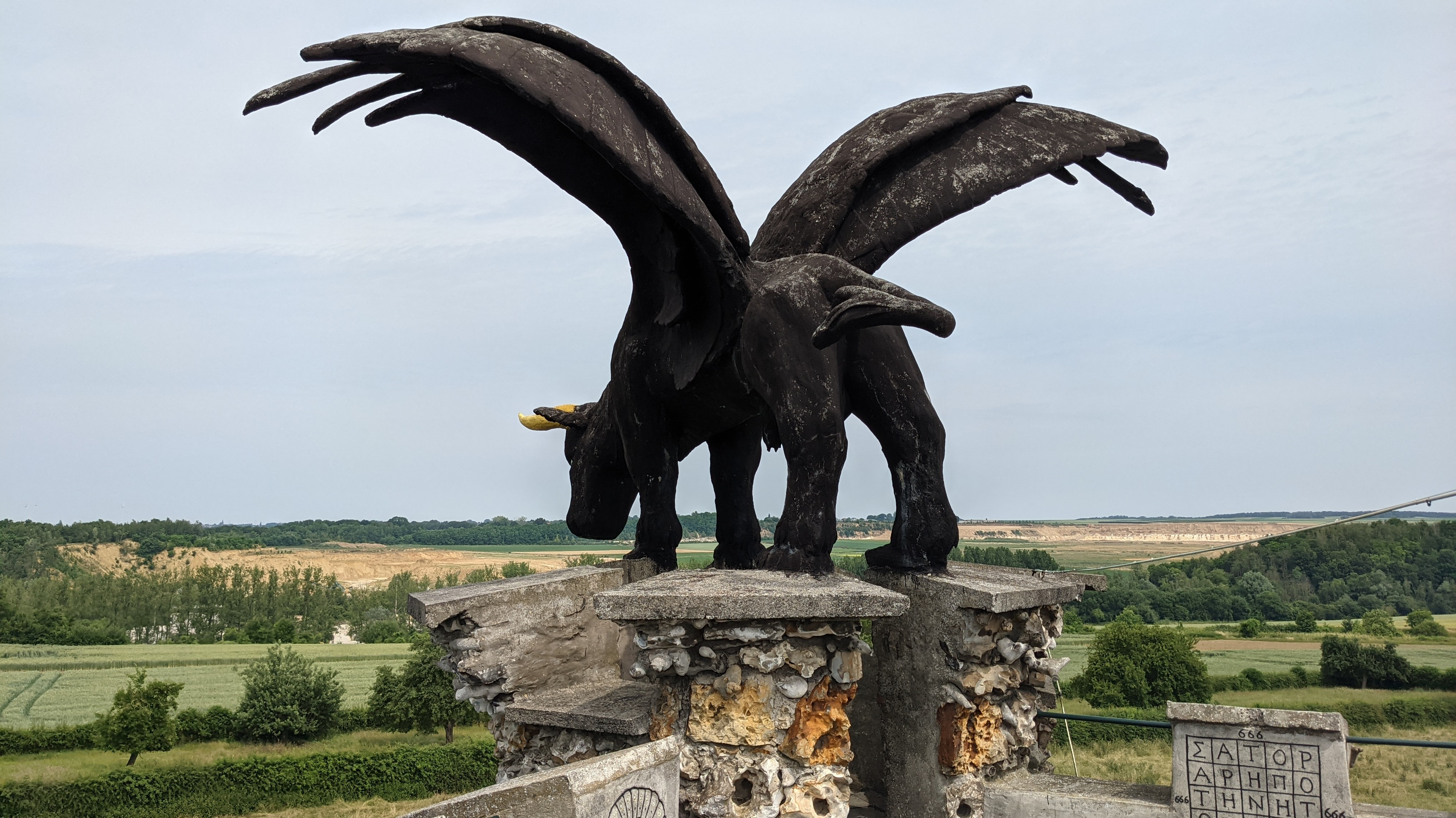
De stier
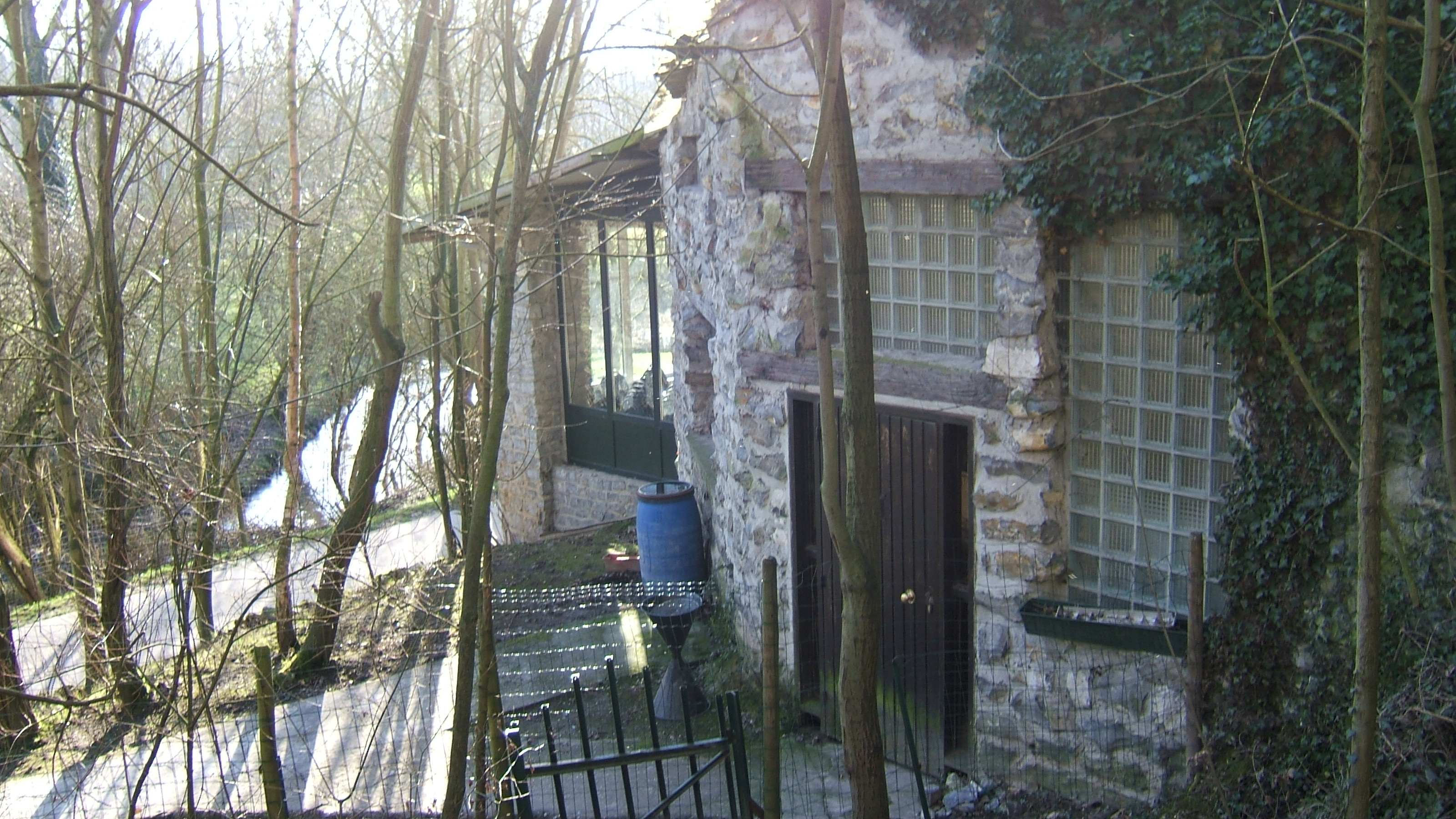
Huisje bij de toren
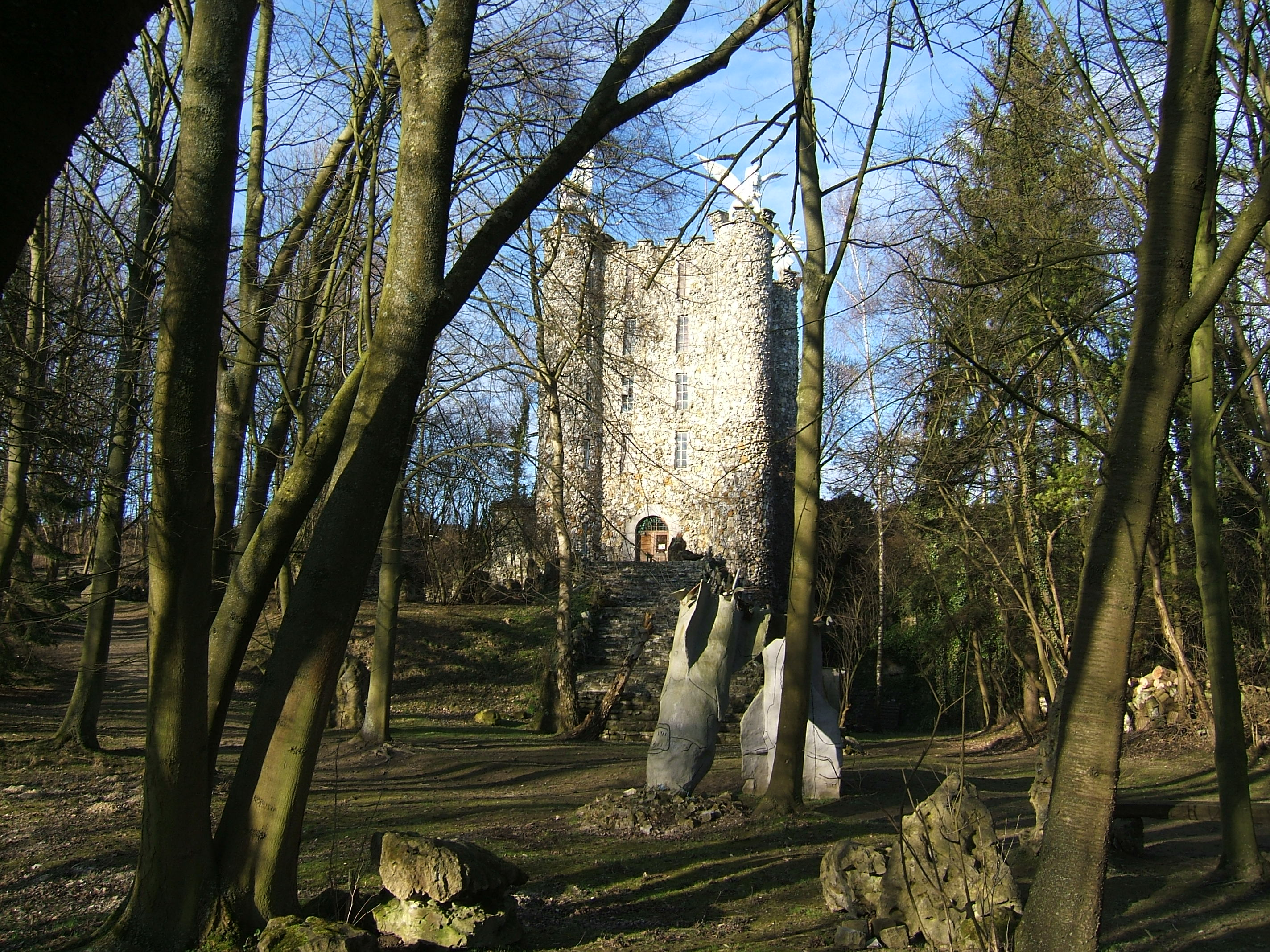
Monolieten bij de toren